# 167 a.C.

## Eventos
- Quinto Élio Peto e Marco Júnio Peno, cônsules romanos.